# Сумрак богова
Сумрак богова је опера немачког композитора Рихарда Вагнера. То је последња опера у тетралогији Прстен Нибелунга, док су претходне три Рајнско злато, Валкира и Зигфрид. Премијерно је изведена у позоришту у Бајројту 17. августа 1876. а диригент је био Ханс Рихтер.

## Лица
- Зигфрид, тенор.
- Брунхилда, сопран.
- Валтраута, валкира, мецосопран.
- Гунтер, поглавица Гибичунга, бас-баритон.
- Гутруна, његова сестра, сопран.
- Алберих, бас-баритон.
- Хаген, Алберихов син, Гунтеров полубрат, бас.
- Прва норна, контраалт.
- Друга норна, мецосопран.
- Трећа норна, сопран.
- Воглинда, рајнска кћер, сопран.
- Велгунда, рајнска кћер, сопран.
- Флосхилда, рајнска кћер, мецосопран.

## Синопсис

### Пролог
Три норне, кћери богиње мудрости Ерде, плету конопац судбине крај Брунхилдине стене. Певају о прошлости богова и света, као и о предстојећој пропасти Валхале. Изненада, конопац пуца, и оне нестају кукајући због мудрости коју су изгубиле.
Ускоро из своје пећине излазе Зигфрид и Брунхилда. Зигфрид се спрема да оде на нове пустоловине, а Брунхилда га испраћује. Зигфрид јој дарује Прстен и одлази, остављајући Брунхилду саму.

### Чин први
Дворана Гибичунга, племена на Рајни. Гунтер, поглавар Гибичунга, седи на свом трону и слуша савете свог полубрата Хагена, који му говори како Гунтер треба да се ожени, а своју сестру Гутруну да уда. Као одговарајућу жену, односно мужа предлаже Брунхилду, то јест, Зигфрида. Његов план је био следећи: Гутруна ће Зигфриду дати чаробни напитак од кога ће овај заборавити на Брунхилду, а заљубити се у њу, а затим ће Зигфрид Гунтеру освојити Брунхилду за жену.
Ускоро стиже Зигфрид. Жељан је да упозна Гунтера, сина славног Гибича. Гутруна му сипа напитак у вино, које Зигфрид испија иронично наздрављајући успомени на Брунхилду. Чим је попио напитак, заборавио је на Брунхилду и заљубио се у Гутруну. Гунтер му је испричао о Бринхилдиној чаробној ватри, кроз коју може да прође само најхрабрији јунак, а Зигфрид је пристао да се преруши у Гунтера користећи чаробни Тарнхелм и доведе му је ради венчања. Гунтер је одушевљен и њих двојица, уз заклетву, постају браћа по крви, а затим одлазе ка Брунхилди.
На Брунхилдиној стени, Брунхилду посећује њена сестра, валкира Валтраута. Брунхилда је готово детињасто раздрагана и пита сестру да ли је њихов отац, Вотан, одлучио да помилује Брунхилду и поново је прими за валкиру. Валтраута мрачно одговара како није тако, него да је дошла тајно, на своју руку; Вотан се, каже, једног дана вратио са лутања сломљеног копља - које је његов извор моћи - наредио да се сасеку гране светског дрвета (на коме се, по нордијској митологији, налази и наш свет) и наређају у Валхали, где чека крај богова, пославши своја два гаврана да му доносе важне вести из света. Валтраута од сестре моли да врати рајнским сестрама чаробни прстен јер верује да, ако се злато врати онима од којих је украдено, клетва, која је коначно почела да делује и на Вотана, ће нестати. Брунхилда, међутим, одбија да, поред свег Валтраутиног преклињања, преда прстен - Зигфридов поклон - па ова очајно одлази.
Долази Зигфрид, прерушен у Гунтера, и савлада Брунхилду, која му се опире, и одузима јој Прстен; Брунхилда је скрхана јер сматра да ју је узео човек који није њен муж. Зигфрид ће затим одвести Брунхилду Гунтеру.

### Чин други
Хаген, који је у ствари син патуљка Албериха и мајке Гунтера и Гутруне, краљице Гримхилде, стражари уз Рајну, чекајући Гунтеров и Зигфридов повратак. Долази Алберих и подсећа га да треба да се избори за Прстен. Хаген му обећава да ће то постићи. Алберих задовољно одлази.
Зигфрид се појављује у зору; сада је у сопственом облику, пошто се заменио с Гунтером на тајном месту. Пошто је он отишао Гутруни, својој новој вереници, Хаген дозива Гунтерове вазале и ратнике да дочекају свог господара и његову младу.
Гунтер стиже с Брунхилдом, која је запрепашћена кад угледа Зигфрида. Она примећује Прстен на његовој руци и схвата да је издана. Она сместа, пред свима, оптужује Зигфрида за издају, на шта овај одговара заклетвом на Хагеновом копљу да њене речи нису истините. Зигфрид одлази да ожени Гутруну, оставивши Гунтера, Хагена и Брунхилду саме. Хаген каже да, како би Гунтер одбранио част рањену Брунхилдиним испадом, Зигфрид мора да умре, на шта Гунтер нерадо пристаје. Брунхилда се и сама прикључује завери како би се осветиа Зигфриду за његову издају. Она им казује како је Зигфрида, пре него што је отпутовао, зачарала, тако да ниједно оружје не може да пробије његово тело, осим леђа, која није зачарала, сматрајући да јунак попут Зигфрида никада неће окренути леђа противнику. Убиство, одлучује се, биће изведено током лова, којем ће присуствовати и Зигфрид.

### Чин трећи
У шуми уз Рајну, три рајнске кћери моле Сунце да им пошаље јунака који ће им вратити Прстен. Долази Зигфрид, који је залутао од остатка ловачке дружине. Оне га моле да им да Прстен, упозоравајући га на клетву, али он одбија. Оне затим отпливају, предвиђајући његову злу судбу.
Долазе Гунтер и Хаген с ловцима. Док се одмарају, Зигфрид им прича о авантурама своје младости. Прича о Мимеу и Фафнеру, и о шумској птици која га је упозорила на Мимеову издају; Хаген му тада даје напитак од којег се Зигфрид поново сети Брунхилде и исприча, на опште запрепашћење, како га је птица одвела Брунхилди. Тада му Хаген скреће пажњу на два гаврана, питајући га да ли и њих разуме, а затим, пошто се Зигфрид окренуо, убада га у леђа својим копљем. Зигфрид пада на земљу, на ужас ловаца, па и Гунтера. Хаген свој поступак правда Зигфридовим кршењем заклетве на његовом копљу, по којој је Брунхилдина тврдња нетачна. Зигфрид умирући пева о Брунхилди, а затим његово тело односе уз чувени Зигфридов посмртни марш.
Стижу у дворану Гибичунга, где Гутруна очекује повратак Зигфрида. Хаген каже како је Зигфрида убио вепар, а Гутруна је очајна. Гунтер одаје како је Хаген Зигфридов убица, што овај пркосно признаје и захтева, као плен, Зигфридов прстен. Када Гунтер одбија његов захтев, Хаген и он исуку мачеве и боре се. Хаген убија Гунтера, али када покуша да узме Прстен, Зигфридова мртва рука се претећи издиже, па он одустаје.
Долази Брунхилда и угледа Зигфридово тело, схвативши шта се догодило. Гутруна, ван себе од патње, оптужује Хагена за све зло које се збило; Брунхилди казује како је Зигфрид био и остао њен, а никад Гутрунин; затим пада на тело свог брата, где умирући лежи до краја опере.
Брунхилда наређује да се крај Рајне направи велика ломача за Зигфридово тело, с ким је одлучила да и сама изгори. Прстен скида са његове руке и ставља га на своју; рајнским кћерима говори да га, после њене смрти, узму, јер ће пламен који је сагори очистити Прстен од клетве; Вотановим гаврановима, који посматрају збивања, казује да се врате у Валхалу и кажу свом господару дуго очекиване вести; такође им говори да пролете крај Брунхилдине стене и Логеа, бога ватре, који још тамо гори, преусмере ка Валхали. Затим пали ломачу на којој је тело њеног драгог, пење се на свог коња Гранеа и, уз последњи поздрав Зигфриду („Зигфриде! Види! Радосно те поздравља твоја жена!“), скаче у пламен.
Пламен се шири са ломаче на дворану Гибичунга, која сасвим сагори; Рајна затим преплави своје корито, носећи на својим таласима рајнске кћери, од којих се једна дочепа Прстена. Хаген, који је ћутке посматрао Брунхилдину завршницу, се баца у реку да им га одузме, али га друге две одвуку на дно. Рајнске кћери се радосно играју са својим златом, док се на небу полако назире Валхала, у којој седи Вотан окружен свим боговима и јунацима. Моћан пламен гори у Валхали. Пошто се дворац богова више не види од ватре, пада завеса.